# Монтрёй-о-Льон
Монтрёй-о-Льо́н (фр. Montreuil-aux-Lions) — коммуна во Франции, находится в регионе Пикардия. Департамент коммуны — Эна. Входит в состав кантона Эссом-сюр-Марн. Округ коммуны — Шато-Тьерри.
Код INSEE коммуны — 02521.

## Население
Население коммуны на 2010 год составляло 1396 человек.
| 1962 | 1968 | 1975 | 1982 | 1990 | 1999 | 2010 |
| ---- | ---- | ---- | ---- | ---- | ---- | ---- |
| 585  | 585  | 630  | 701  | 1001 | 1197 | 1396 |

## Экономика
В 2010 году среди 911 человек трудоспособного возраста (15—64 лет) 712 были экономически активными, 199 — неактивными (показатель активности — 78,2 %, в 1999 году было 70,3 %). Из 712 активных жителей работали 633 человека (331 мужчина и 302 женщины), безработных было 79 (33 мужчины и 46 женщин). Среди 199 неактивных 69 человек были учениками или студентами, 82 — пенсионерами, 48 были неактивными по другим причинам.